# Prokaina
Prokaina, nowokaina – organiczny związek chemiczny, ester N,N-dietyloaminoetylowy kwasu p-aminobenzoesowego. Lek znieczulający o długim czasie narastania znieczulenia i krótkotrwałym działaniu, stosowany do znieczuleń nasiękowych, nadoponowych i rdzeniowych. Nie przenika przez błony śluzowe, dlatego nie może być używany do znieczuleń powierzchniowych. Zbuforowany roztwór prokainy (tzw. geriokaina) był popularny jako lek geriatryczny, jego skuteczność w tym wskazaniu jest jednak kwestionowana. Jej działanie polega na blokowaniu kanałów sodowych.

## Nazwy handlowe
- Polocainum hydrochloricum (producenci: Galfarm, Pharma Cosmetic, Amara) – substancja do receptury
- Injectio Polocaini Hydrochlorici (producent: Polpharma) – ampułki 10 ml zawierające roztwór 1%, ampułki 1 i 2 ml zawierające roztwór 2%